# Тимофієвський
Тимофі́євський (рос. Тимофеевский, марій. Тимофеевский) — виселок у складі Звениговського району Марій Ел, Росія. Входить до складу Шелангерського сільського поселення.

## Населення
Населення — 9 осіб (2010; 14 у 2002).
Національний склад (станом на 2002 рік):
- марі — 100 %